# نلسون (میزوری)
نلسون (به انگلیسی: Nelson) یک شهر در ایالات متحده آمریکا است که در شهرستان سالین، میزوری واقع شده‌است. نلسون ۰٫۸۵ کیلومتر مربع مساحت و ۱۹۲ نفر جمعیت دارد و ۲۰۵ متر بالاتر از سطح دریا واقع شده‌است.